# 발라카현

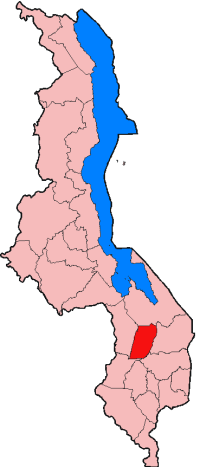
발라카 현

발라카현(Balaka District)는 말라위 남부 주에 위치한 현으로, 현도는 발라카이며 면적은 2,193km2, 인구는 253,098명이다. 망고치 현과 마칭가 현, 좀바 현과 음완자 현, 은체우 현과 인접해 있다.